# کارینه سارگسیان
کارینه سارگسیان (ارمنی: Կարինե Սարգսյան؛ زادهٔ ۷ ژوئیهٔ ۱۹۵۰) مجری تلویزیونی اهل ارمنستان است.

## زندگی‌نامه
وی در ۷ ژوئیه ۱۹۵۰ در ایروان به دنیا آمد و در سال ۱۹۷۳ از دانشگاه دولتی علوم پرورشی خاچاطور آبوویان ارمنستان فارغ‌التحصیل گشت. سارگسیان در ارمنستان ۱ و ارکستر فیلارمونیک ارمنستان فعالیت می‌کند. وی برنده جوایزی همچون مدال موسس خورناتسی (۲۰۰۶) و مدال گارگین نژده (۲۰۱۱) است.